# Alianza Nacional (Perú)
La Alianza Nacional de Trabajadores, Agricultores, Universitarios, Reservistas y Obreros, conocido informalmente como Partido Antauro, fue un partido político peruano etnocacerista.
El 31 de octubre de 2024, la Sala de Derecho Constitucional y Social Permanente de la Corte Suprema de Perú sentenció en primera instancia la disolución de este partido político. A fines de enero de 2025, la Sala Civil Permanente de esa misma Corte Suprema de la República sentenció en segunda y definitiva instancia ratificando la disolución del partido; aunque hasta el 12 de febrero dicha sentencia todavía no había sido comunicada al Registro de Organizaciones Políticas del Jurado Nacional de Elecciones hasta recién el 18 de marzo de 2025 considerándolo ilegal.

## Historia

### Fundación
El partido fue fundado el 21 de marzo del 2022 en Lima. El cargo de secretario general del partido fue asumido por Rubén Ramos Zapana, ex congresista por Unión por el Perú, y el de presidente por Marco Antonio Vizcarra Alegría, alias el Paiche, y número dos durante el Andahuaylazo,siendo consignado como fundador Pablo Esmelin Arias Carrera.

### Inscripción
El 11 de enero del 2023, Ramos Zapana presentó la solicitud de inscripción del partido. El 21 de agosto de dicho año, la Dirección Nacional de Registro de Organizaciones Políticas (DNROP), para continuar el proceso de inscripción del partido, "notificó la síntesis de la solicitud de inscripción del partido para su publicación en el diario oficial El Peruano". El 26 de agosto, fue publicada la síntesis.
El 1 de septiembre, el ciudadano Óscar Alberto Balladares de la Piniella presentó una apelación contra el partido alegando que era un partido antidemocrático. El DNROP declaró infundada el 7 de diciembre la tacha por considerar que Antauro Humala no era ni fundador ni dirigente del partido. Esto posibilitó que el proceso de inscripción prosiguiera.
El 12 de diciembre del 2023, el partido logró su inscripción en el Registro de Organizaciones Políticas (ROP) del Jurado Nacional de Elecciones (JNE), teniendo como personero titular a Rubén Ramos Zapana y como personero suplente a Américo Prieto Barrera, abogado de Antauro Humala. La resolución fue rubricada por Delia Espinoza, entonces integrante del JNE, mientras Jorge Salas Arenas, presidente de la misma, se encontraba de vacaciones.
El 21 de enero del 2024, el programa Contra corriente, de Willax, denunció que el partido falsificó firmas para poder alcanzar la cuota de firmas para la inscripción del partido. Ante esto, el JNE emitió un comunicado desmintiendo tal afirmación.
El 9 de junio de 2024, el partido anunció su alianza con Juntos por el Perú.

### Pugnas internas
El 13 de marzo de 2024, la Fiscalía de la Nación envió a Vizcarra Alegría una carta solicitándole el rol y actividades de Antauro Humala dentro de su organización. Vizcarra respondió que Humala no formaba parte del Comité Ejecutivo Nacional (CEN) del partido, que no era dirigente del mismo y que sus opiniones controversiales eran la de un militante más. A pesar de la respuesta de Vizcarra, se le solicitó un informe más detallado sobre Humala, incluyendo las actas de las sesiones del partido. Por su parte, Humala, declaró ante sus seguidores que el partido Antauro y PERU (Partido Etnocacerista Revolucionario Unido) eran lo mismo, esto para obtener un lugar para el etnocacerismo en las elecciones venideras. En el transcurso de dicho mes, en una reunión en el Círculo Militar del Perú, Humala y Vizcarra Alegría protagonizaron una pelea, en las que Humala intentó ahorcar a Vizcarra mientras le gritaba: "Conchatumadre, sin mí no eres nadie, basura, te voy a matar". Debido a la persistencia de Humala en sus declaraciones, Vizcarra le envió una carta notarial el 17 de abril solicitándole que "se abstenga de brindar declaraciones antidemocráticas y violentistas en nombre de nuestro partido político" comunicándole, además, que "la Fiscalía de la Nación ha iniciado un proceso de investigación para dejar sin efecto la inscripción del partido". El 18 de abril, se buscó sancionar a Humala por haberse "auto convocado, auto elegido y auto dispuesto a formar sus propias bases partidarias como Antauro en Cajamarca". Entre el 18 y 20 de julio, se llevó a cabo un congreso del partido, mediante la cual se decidió la expulsión de Humala, sin embargo Humala (que, además, controla el Tribunal de Ética y Disciplina del partido) envió una carta al JNE logrando suspender dicho congreso. Debido a las fricciones entre ambos, se formó dos facciones dentro del partido: una liderada por el Paiche y otra por Humala, llegando a denunciar el Paiche presuntas amenazas contra su vida, además de buscar denominar al partido Antauro como "Alianza Nacional contra la Impunidad" previa expulsión definitiva de Humala.

### Disolución
El 31 de octubre de 2024, la Sala de Derecho Constitucional y Social Permanente de la Corte Suprema de Perú dictó la disolución del partido, así mismo, se ordenó el cierre de sus sedes partidarias y se prohibió su reinscripción en la organización. Esto a partir de que el partido «promueve posiciones antidemocráticas».
Sin embargo, el 28 de enero del 2025, se llevó a cabo una segunda audiencia, donde en donde La Sala Suprema Civil Permanente de la Corte Suprema evaluó la apelación presentada por la organización política, como resultado, el partido fue declarado ilegal de forma definitiva y ordenando el cierre de todos sus locales partidarios. 
Por otro lado, el partido aun seguía figurando en el Registro de Organizaciones Políticas del JNE, lo que generó confusión entre los votantes. El presidente del Jurado Nacional de Elecciones (JNE) Roberto Burneo Bermejo, afirmó que no había sido notificado con los resultados para este proceso, mencionando que “aún sigue en trámite” y que serán “respetuosos de lo que falle el Poder Judicial” cuando sean notificados.
El 13 de febrero, un representante legal del partido presentó un recurso de casación para anular la ilegalidad del partido, llevándolo a realizar una tercera audiencia.
El 10 de marzo de 2025, se llevó a cabo una tercera audiencia, donde el Poder Judicial del Perú (PJ) rechazo el ultimo recurso contra la sentencia que declaró la ilegalidad del partido A.N.T.A.U.R.O., dejándolo sin posibilidad de reclamar otra instancia. .

## Ideología
El partido se declara así mismo como ecologista, a favor de la diversidad étnica, a favor del sistema democrático liberal, y solidario. A su vez, también se encuentra a favor de la restauración del servicio militar obligatorio, la defensa de los denominados «valores cívicos y morales» referentes al conservadurismo social, del nacionalismo, de una mayor participación de las Fuerzas Armadas del Perú en la seguridad ciudadana, de la autarquía alimenticia y la industrialización del país mediante la «priorización de la producción nacional sobre toda importación».

## Controversias
Todas las publicaciones oficiales del partido minimizan o censuran mención alguna del etnocacerismo, el colectivismo o del militarismo exacerbado, temas frecuentes en las revistas antauristas desde 2005. Así mismo, no existe mención alguna sobre el Andahuaylazo, sobre la postura de abandonar los organismos internacionales que velan por los derechos humanos en el Perú, y tampoco está presente propaganda xenofóbica alguna hacia la población chilena o migrantes provenientes de Venezuela.
Los altos puestos de Antauro son etnocaceristas militantes, algunos habiendo participado en el Andahuaylazo.
En referencia a sus símbolos, Antauro oficialmente lleva una chacana minimalista con los colores de la wiphala, alternativamente también en sus reuniones hacen uso de la bandera del Cuzco o de la misma wiphala. No se vio presencia de la chacana estilizada como la bandera del Partido Nazi, un símbolo controversial pero muy común entre los etnocaceristas.
El Instituto de Libertad y Acción para el Desarrollo, un think tank peruano de derecha (liberal en lo económico y conservadora en lo social), acusó al partido Antauro de querer llevar el fascismo, nazismo y la antidemocracia al poder.
Además de etnocaceristas, también se registró la presencia de exmilitantes de Perú Libre en el partido, acusado de ser de extrema izquierda y que llevó al poder a Pedro Castillo, responsable del intento de autogolpe de Estado de 2022. Miembros del Frente Patriótico y Unión por el Perú, otros movimientos del etnocacerismo, también se incorporaron a Antauro, además de sentenciados por traición a la patria, acoso sexual, rebelión, entre otros. También se registró que Antauro tiene nexos con los gobiernos de Pedro Castillo y Dina Boluarte, particularmente Zamir Villaverde de la administración Castillo y Gustavo Adrianzén de la administración Boluarte respectivamente.